# Henrik von Eckermann
Henrik Martin von Eckermann, född 25 maj 1981 på herrgården Edeby i Ripsa socken i Södermanland, är en svensk ryttare som tävlar inom banhoppning.

## Biografi
Henrik von Eckermann är son till godsägaren Hans von Eckermann och Kerstin, född Berglöf. Hans farmor var Ebba von Eckermann, farfars far Harry von Eckermann, farfars morfar Jarl Christerson och farfars farmor Ebba von Eckermann. Han har deltagit i fyra olympiska spel, London 2012, Rio de Janeiro 2016, Tokyo 2020 och Paris 2024. Olympiska spelen i London 2012 deltog von Eckermann tillsammans med hästen Allerdings, men gick inte vidare till andra omgången i finalen, utan slutade på delad 23:e-plats med åtta fel. I Rio de Janeiro red Henrik hästen Yajamila, där de kom hela vägen fram till den individuella finalen där de slutade på 25:e plats.  I Tokyo 2020 tog han olympiskt guld i laghoppningen och slutade på fjärde plats i den individuella tävlingen tillsammans med hästen King Edward. Ekipaget kom att bli det enda felfria igenom hela tävlingen och det tredje ekipaget någonsin att inte riva ett enda hinder under ett olympiskt spel.
Han har ett EM-brons i lag som han tog tillsammans med hästen Gotha under EM i Herning 2013. Under samma EM kvalificerades ekipaget även till den individuella finalen, men von Eckermann avstod med hänsyn till att hans häst inte kändes helt okej. De slutade på en 27:e plats med totalt 10,52 fel. 
2022 tog han guld i VM i Herning både individuellt och i lag.

Under åren 2003–2016 har von Eckermann varit stationerad i Hörstel i Tyskland, där han har arbetat och tävlat för Ludger Beerbaums stall. I september 2016 slutade von Eckermann hos Beerbaum och startade eget, och är numera[när?] baserad i Nederländerna. 
Sedan 2022 är han gift med den schweiziska ryttaren Janika Sprunger. De har en son tillsammans.

## Topphästar
- King Edward (Valack född 2010) Fux Belgiskt varmblod e. Edward 28 ue. Feo
- Toveks Mary Lou (Sto fött 2006) Brun Westfalisk häst, e:Montendro u:Pina-Colada ue:Portland L[12]
- Cantinero (Valack född 2002) Brun Belgisk sporthäst, e:Cento u:Trezebees ue:Cash ägare Qatars väpnade styrkor[13]

### Tidigare
- Gotha (Sto fött 2001), fuxfärgad Hannoveranare, e:Goldfever u:Pia ue:Prestige Pilot ägare Madeleine Winter-Schulze[14]
- Allerdings (Valack född 2000) fuxfärgad Westfalisk häst, e:Arpeggio u:Dixi ue:Diamantino[15]
- Yajamila (Sto fött 2006) Mörkbrun Svenskt varmblod, e:Lux Z u:Jardanta ue:Daimler B[16]